# عواشة
عَوَّاشة منطقة سكنية تقع محاذية لنهر دجلة في قضاء العمارة مركز محافظة ميسان جنوب العراق، كانت تسمى قديما بمنطقة السبع قصور، يرجع أصل التسمية لاسم امرأة كانت تمتلك هذه الأرض قديما وكان اسمها «عواشة» ويسمى منها الجزء القريب من جسر الجمهورية وسط مدينة العمارة ب«الجِدَّه»
وتوصف بانها أجمل منطقة في مدينة العمارة